# Jan Bakker (kunstenaar)

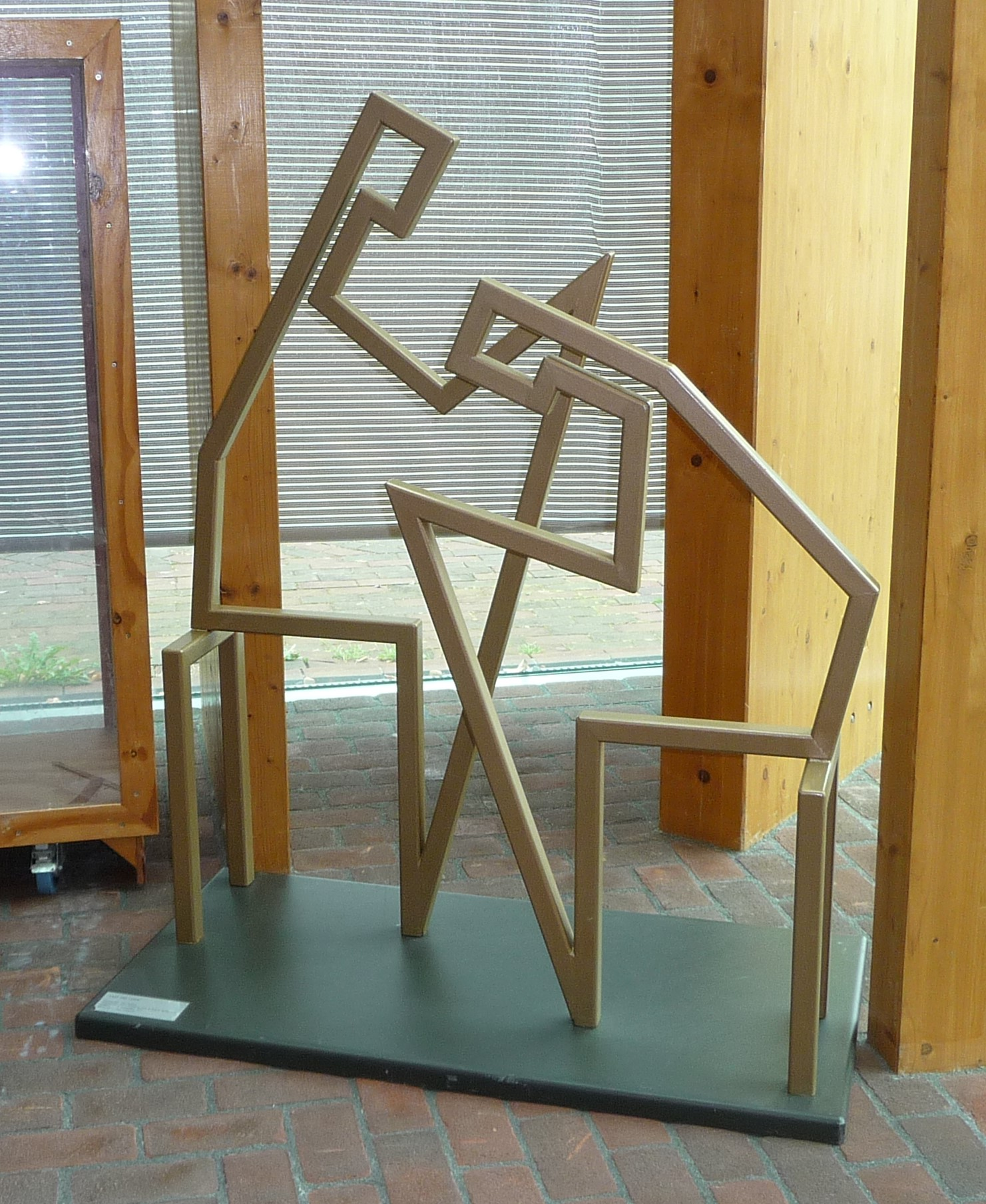
Laat ons lezen van Jan Bakker (foto 2021)

Jan Bakker (Zwijndrecht, 4 januari 1925 – Deventer, 3 mei 2025) was een Nederlands beeldend kunstenaar.
Bakker zei zelf dat hij het kunstenaarschap meekreeg van zijn vader, die een begenadigd tekenaar was, maar dan vooral van Bijbelse taferelen. Wanneer vader bezig was, mocht zoon meetekenen. Hij werd echter na een studie aan de Hogere Technische School te Dordrecht scheepsarchitect bij Wilton-Fijenoord. Na een verhuizing naar Bakkum nam hij les bij kunstenaar Cor Heeck. Nadat hij zich tot de kunsten had gekeerd was hij blij met zijn technische achtergrond, die hij kon gebruiken bij het maken van beelden. Bakker hield er in Spijkenisse een eigen beeldentuin (Garagerie) op na, die hij bij zijn vertrek uit Spijkenisse moest achterlaten en weggeven.
Zijn hobby’s waren tennis (erelid De Hartel) en schaken (voorzitter plaatselijke vereniging). Daarnaast spande hij zich in voor de gemeente Spijkenisse, later opgaand in Nissewaard, waarvan hij in 2025 nog een erepenning kreeg. Hij regelde dat Spijkenisse een aantal uitingen kreeg van kunst in de openbare ruimte, niet alleen van hemzelf maar ook van derden. Hij was lid van de kunstvereniging RAR. 
Jan Bakker was getrouwd met Riet van de Velde (overleden 1996). Het gezin Bakker-van de Velde woonde jarenlang aan de Oranjelaan in Spijkenisse. Hij overleed op honderdjarige leeftijd in een verzorgingstehuis de Deventer; hij was daar net een half jaar eerder naartoe verhuisd in verband met toenemende lichamelijke gebreken. Daar kwam de burgemeester nog bij hem op bezoek voor zijn 100ste verjaardag. Jan Bakker werd te Spijkenisse gecremeerd.
- RKD-Nederlands Instituut voor Kunstgeschiedenis: 3816